# Sajonia (Asunción)
Sajonia es un barrio de Asunción, uno de los más tradicionales de la capital de Paraguay. En el barrio pueden verse suntuosas residencias de fines de 1800 y principios de 1900, cuando albergaba a muchas de las familias más pudientes de Asunción. Limita con el río Paraguay, y con los Barrios Tacumbú y Carlos A. López. 
El nombre de "Sajonia" proviene del estado alemán de Baja Sajonia del que era originario el Sr. Karl Wilhelm Christian Heisecke Heinrich, quien junto con su yerno Eduardo Schaerer, fueron los creadores y desarrolladores del barrio entre finales del siglo XIX y principios del siglo XX.
Pese a que en la actualidad la Municipalidad de Asunción ha reducido los límites del antiguo barrio Sajonia (que comprendía además a los actuales Barrio Carlos Antonio López y Barrio San Antonio), toda la zona aún es conocida con aquel nombre, al igual que el Puerto Sajonia, sobre el río Paraguay.
Su principal avenida se llama actualmente “Carlos Antonio López”, cuyo nombre original era “15 de mayo”. Su largo curso pasa por el frente del Parque Carlos Antonio López y hermosas residencias, y tiene algunos puntos de especial interés como el Palacio de Justicia, la iglesia de la Santa Cruz, la casa donde fue fundado el Club Deportivo de Puerto Sajonia y las instalaciones de la Armada Nacional. 
Su día es festejado con un colorido desfile en el que marchan famosos colegios, Cuerpo de Bomberos Voluntarios, Boys Scouts y otras agrupaciones civiles y oficiales, al ritmo de bandas militares y policiales.

## Sitios
- Palacio de Justicia Corte Suprema de Justicia
- Atelier del artista Emili Aparici
- Club Deportivo de Puerto Sajonia
- Estadio Defensores del Chaco, con monumental obra del artista Hermann Guggiari
- Facultad de Filosofía y Colegio Experimental Paraguay-Brasil
- Mirador de Itapytapunta
- Monumento a Santiago Leguizamón, otra obra de Hermann Guggiari
- Plaza Bernardino Caballero
- Parque Carlos Antonio López
- Santuario de Cirilo Duarte (Iglesia de la Santa Cruz)
- Sitio donde se encontraba la primera usina de generación eléctrica. Actualmente, Museo de la Electricidad de la ANDE Administración Nacional de Electricidad
- Estudios y Estación Transmisora del Sistema Nacional de Televisión, TV Cerro Corá
- Colegio Cristo Rey